# 黄淑玹
黄 淑玹（ファン・スキョン、朝鮮語: 황숙현/黃淑玹、1907年9月5日 - 1980年）は、満洲国の官僚、大韓民国の政治家。第4代韓国国会議員。

## 経歴
全羅南道光陽郡（現・光陽市）出身。水原高等農林学校（現・ソウル大学校農業専門科学大学）卒。満洲国高試技術科合格。浜江省技佐や種子改良を専攻する万種社の社長を務めた。1958年の第4代総選挙では光陽郡選挙区より自由党所属で出馬・当選し、国会農林委員会専門委員、自由党光陽郡党委員長・中央委員を務めた。